# Monument aux morts de Petit-Canal
Le monument aux morts de Petit-Canal est un cénotaphe situé rue Jean-Jaurès à Petit-Canal en Guadeloupe. Il a été érigé en 1936 en mémoire des soldats morts lors des combats de la Première Guerre mondiale et est inscrit aux monuments historiques en 2018.

## Histoire
Le monument aux morts est une commande de la commune inaugurée en 1936, pour les soldats morts durant la Première Guerre mondiale. Il est inscrit au titre des monuments historiques par arrêté du 24 avril 2018.
En novembre et décembre 2018, à l'occasion des célébrations du centenaire de l'Armistice, une exposition a lieu à Petit-Canal et Baie-Mahault pour mettre en valeur les deux cénotaphes et en particulier l'œuvre du sculpteur Émile André Leroy (1899-1953).

## Description
Le monument aux morts est installé sur la place de la mairie devant sur une petite esplanade en pente douce, arborée, surélevée par quatre volées de quelques marches chacune (qui ne sont pas sans rappeler symboliquement les Marches des Esclaves de la ville). Il porte l'inscription « Petit-Canal — Souvenez-vous — 1914-1918 » et deux plaques latérales avec le nom d'une vingtaine de morts canaliens. Il est construit en béton armé par la société Diligenti dans le style Art déco et est possiblement l'œuvre de l'architecte Ali Tur,, très actif durant la période de la reconstruction de la Guadeloupe de 1929 à 1936 (il réalise notamment la mairie de Petit-Canal en 1931) et travaillant avec Diligenti. Le style du monument, notamment son rythme ternaire, est typique de son œuvre.
La stèle est ornée d'une statue de 2,15 m en galvano-bronze, œuvre du sculpteur Émile André Leroy – auteur également de celle de Baie-Mahault –, figurant un poilu debout, les jambes écartées, casqué et l'arme au pied tenue par le canon dans une attitude plus libre et moins solennelle que celle de Baie-Mahault. Alors que la statue de Baie-Mahault représente un soldat d'origine africaine, ce qui est relativement rare pour les monuments aux morts même aux Antilles, celle de Petit-Canal figure un soldat blanc dont le modèle a été le sculpteur René Cotard, un ami et ancien camarade de promotion aux Beaux-Arts d'Émile Leroy. Elle était initialement non peinte.